# Beaver Lake (Beaver River)
Der Beaver Lake ist ein See im Osten der kanadischen Provinz Alberta, der vom Beaver River entwässert wird.

## Lage
Der im Lac La Biche County gelegene See hat eine Fläche von 33,1 km², eine mittlere Tiefe von 7,1 m und eine maximale Tiefe von 15,2 m. Der See liegt auf einer Höhe von 559 m. Das Einzugsgebiet umfasst 290 km². Am Nordufer liegt die gleichnamige Siedlung. Weiter nördlich liegt der größere See Lac La Biche sowie die gleichnamige Stadt. Am Westufer verlässt der Beaver River den See. Der Abfluss des Sees ist nicht reguliert.